# Gaatkensplas
De Gaatkensplas is een rond 1999 aangelegde waterplas in de Jan Gerritsepolder in de gemeente Barendrecht in Zuid-Holland. Gelegen aan het afwaterkanaal de Koedood tussen de Vinex-locatie Carnisselande en de Oude Maas heeft de 20 hectare grote plas een functie voor wateropslag en recreatie. Bij het graven van de Gaatkensplas ontstond de Jan Gerritseheuvel, die in de volksmond de Gaatkensbult wordt genoemd.

## Rijksmonument
Bij onderzoek op de plaats van de plas stuitte men eind negentiger jaren op archeologische sporen van prehistorische bewoning. Jager-verzamelaars van de subneolithische Swifterbantcultuur bleken hier  zo'n zesduizend jaar geleden, reeds hun kamp opgeslagen te hebben. Ook uit andere perioden werden sporen van menselijke activiteit gevonden. Door de plas gedeeltelijk minder diep te maken en het vondstgebied af te dekken met een laag grint, kon de oudheidkundig waardevolle plek in originele staat onder water bewaard blijven voor eventueel onderzoek door komende generaties. Om bescherming te garanderen is een deel van de plas tot rijksmonument verklaard.